# Ntem (fleuve)
Le Ntem (ou Campo) est un fleuve d'Afrique, servant de frontière entre le Gabon, le Cameroun et la Guinée équatoriale.
Prenant sa source dans la province gabonaise du Woleu-Ntem, il se jette dans l'Océan Atlantique au Cameroun, au sud de la localité de Campo.

## Régime hydrologique

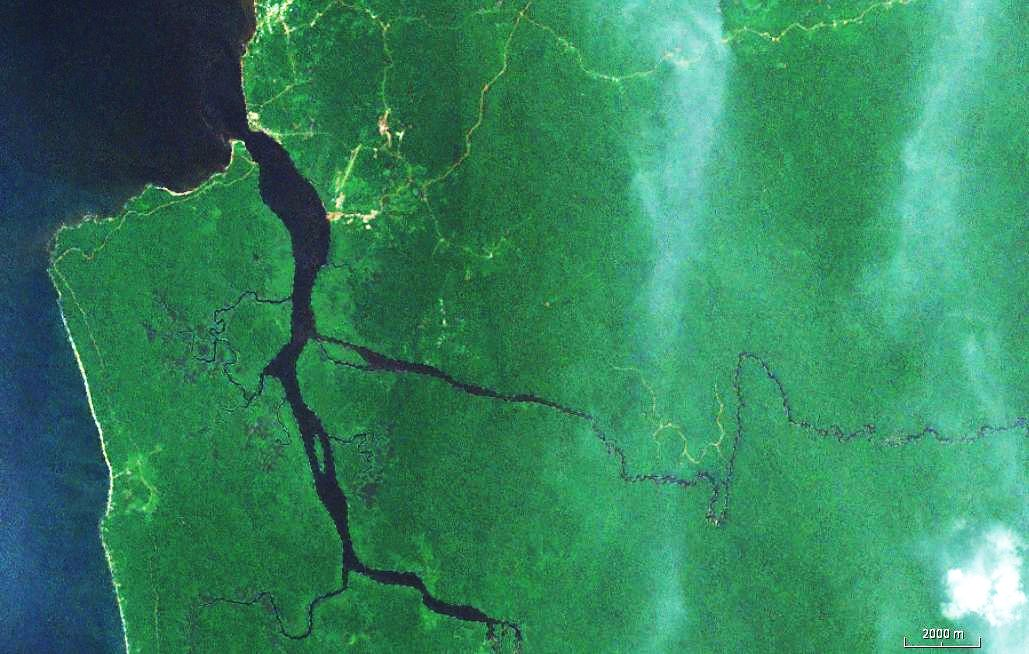
Embouchure du Ntem et Bongola

Le fleuve est schématiquement divisé en deux parties. Sa partie haute connaît une faible déclivité, et est parsemée de zones marécageuses, et de bras multiples en amont de Nyabessang. À partir de la zone du Ma'an sa déclivité augmente, passant de 518 à 405 m d'altitude ; ses bras se rejoignent à Nyabessang, et le débit augmente fortement, avec un dénivelé supérieur à 200 m dans les chutes de Memve'ele. Après ce passage, le fleuve, présentant de nombreux rapides, se scinde de nouveau. Avec son bras annexe, le Bongola, il forme l'île de Dipikar avant que les deux bras ne se rejoignent dans l'estuaire de Rio Campo.

## Affluents
- Le Kom
- La Mvila
- Biwome
- Nkolebengue

## Philatélie
En 1964, la République fédérale du Cameroun a émis un timbre intitulé « Chutes du Ntem. Région d'Ebolowa ».

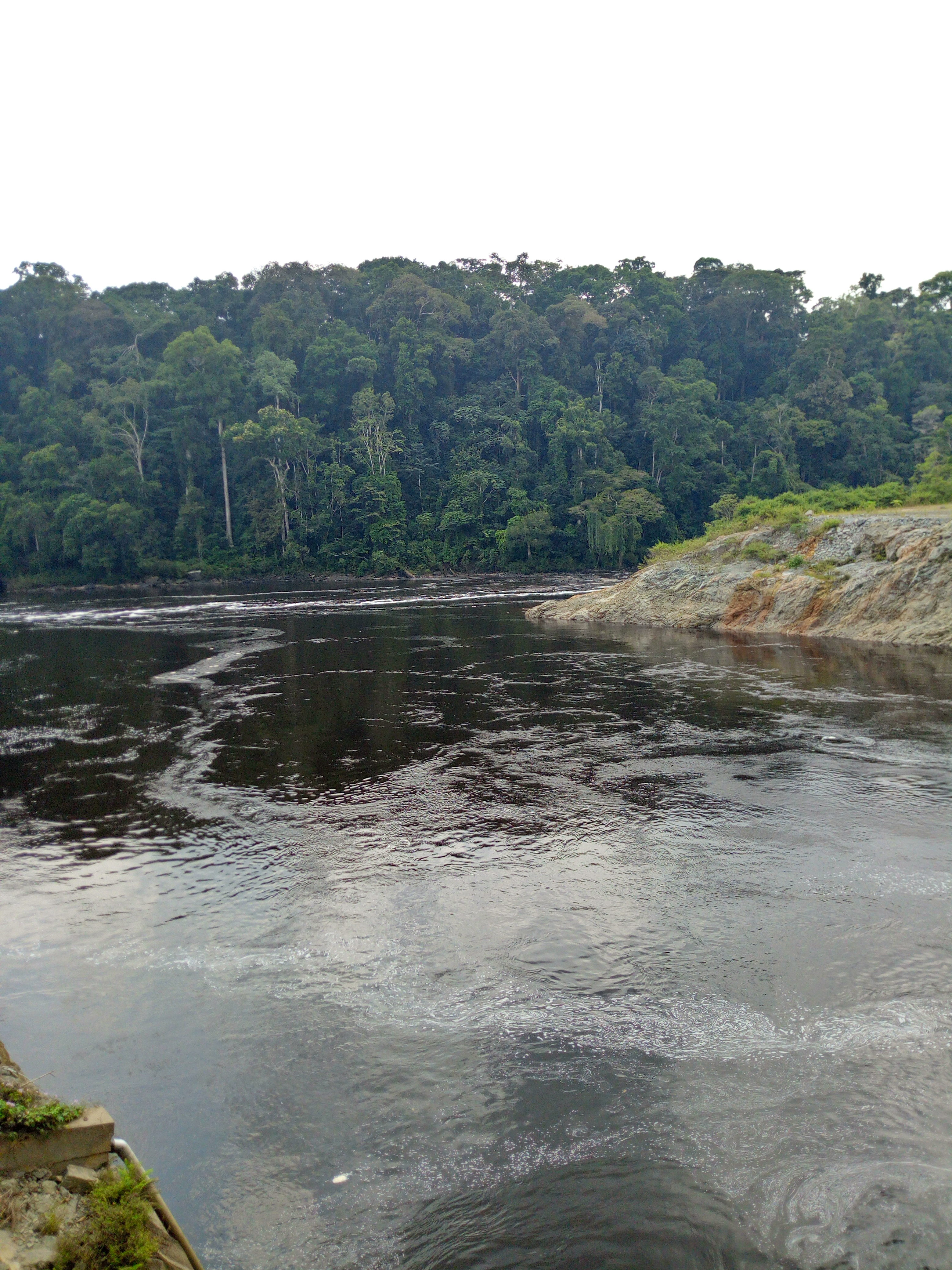
Le Ntem
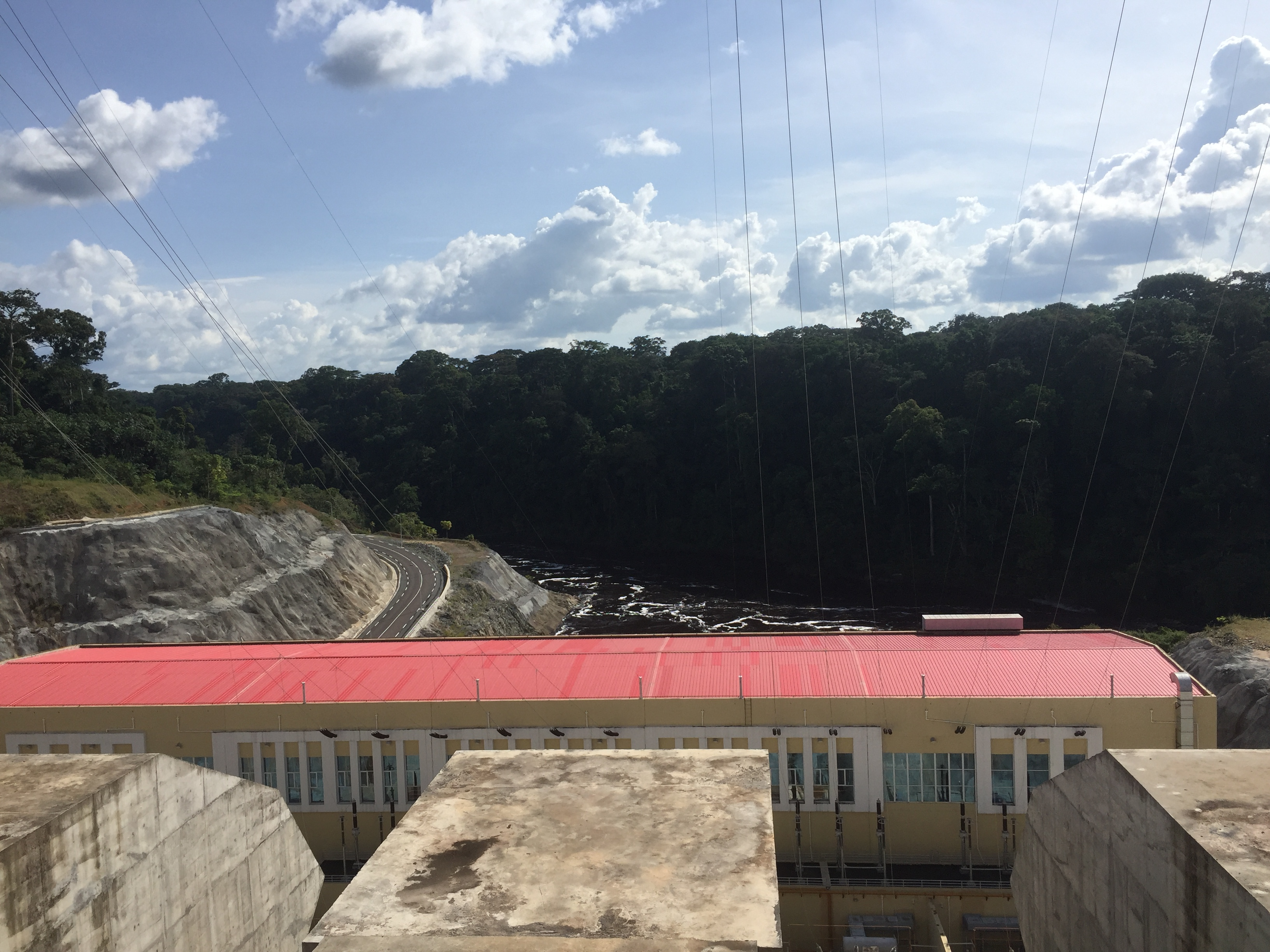
Le Ntem depuis le Barrage hydroélectrique de Memve'ele